# ببر جاوي
الببر الجاوي (بالإنجليزية: Javan tiger)‏ هو نوع فرعي من الببور التي كانت تقتصر على جزيرة جاوة الإندونيسية، وكان آخر فرد شوهد في عام 1972 على الرغم من أن هناك أدلة أنها كانت حية حتى عام 1980. وقد وجدت آثار لها في 1979 عندها تم تحديد ثلاثة ببور فقط. وقد كان السبب الرئيسي لانقراضها التعدي على الأراضي الزراعية.